# Address Commission
 Denne artikel bør gennemlæses af en person med fagkendskab for at sikre den faglige korrekthed.

Address Commission (ADCOM) er en provision som betales af en reder/ ejer til charteren (kunden), som en procentdel af leje af fartøj eller fragtværdi.
Denne provision udgør mellem 1,25 og 5 procent, som betales til charteren.